# پروستاگلاندین E1
پروستاگلاندین E1 (انگلیسی: Prostaglandin E1) نوعی پروستاگلاندین طبیعی است که در درمان برخی اختلالات قلبی مادرزادی و نیز در اختلال نعوظ کاربرد دارد. این ترکیب همچنین یک وازودیلاتور است.